# Société des autoroutes du Nord et de l’Est de la France
Société des autoroutes du Nord et de l’Est de la France, Sanef (pol. Towarzystwo autostrad Wschodu i Północy Francji) – jedno z francuskich przedsiębiorstw zarządzających autostradami.

## Sieć autostrad

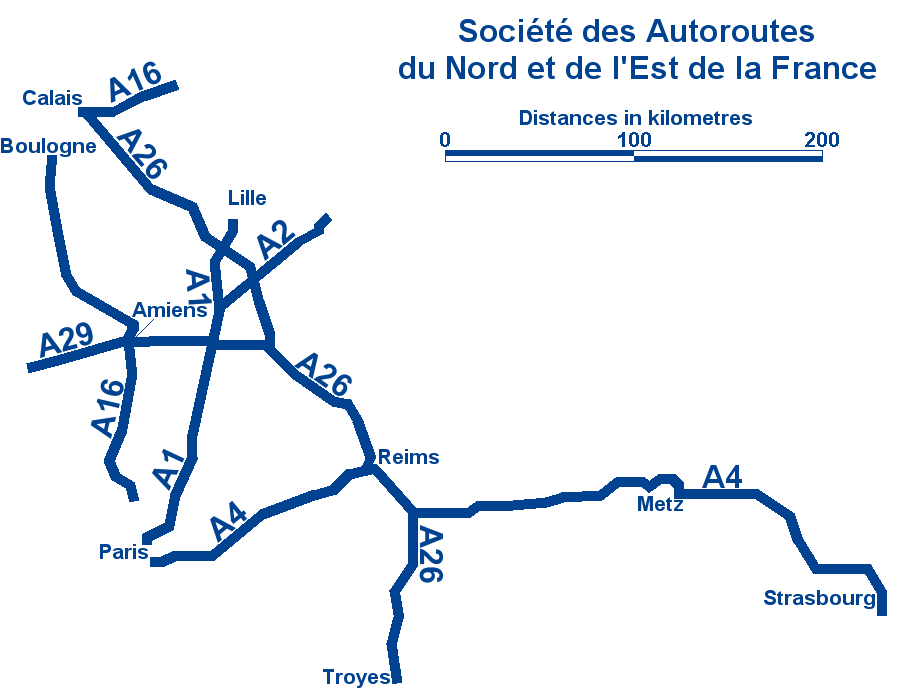
Autostrady zarządzane przez SANEF

Sanef zarządza 1317 km autostrad. Pod względem długości zarządzanych autostrad jest to trzecie przedsiębiorstwo we Francji. Sieć ta składa się z następujących autostrad:
- A 1 (Paryż – Lille)
- A 2 (Peronne – Valenciennes – granica z Belgią)
- A 4 (Paryż – Strasburg)
- A 16 (Boulogne-sur-Mer – północne przedmieścia Paryża)
- A 26 (Calais – Troyes)
- A 29 (Neufchâtel-en-Bray – Amiens – Saint-Quentin)

Société des autoroutes Paris-Normandie jest filią SANEF-u.
Od 2006, Sanef jest również posiadaczem koncesji na autostradę A 65 Langon – Pau, w ramach konsorcjum A’LIENOR tworzonego wspólnie z Eiffage.

## Prywatyzacja
14 grudnia 2005 rząd Francji podjął decyzję o sprzedaży SANEF-u hiszpańskiemu konsorcjum Abertis.